# Osmia bakeri
Osmia bakeri är en biart som beskrevs av Sandhouse 1924. Osmia bakeri ingår i släktet murarbin, och familjen buksamlarbin. Inga underarter finns listade i Catalogue of Life.